# Iblīs
Iblīs (in arabo إبليس‎?) è il nome con cui nell'Islam viene indicato il diavolo.

## Origine del termine
È probabile che il nome di Iblis derivi dal termine greco Διάβολος (diábolos) ma non mancano alcuni filologi arabi che hanno suggerito una differente origine del termine Iblīs, individuandolo nella radice araba <b-l-s>, quindi ublisa, in quanto Iblīs "non ha nulla da aspettarsi (ublisa) dalla grazia di Dio".
Una cauta attenzione merita la somiglianza fonetica col termine greco ὕβρις (hybris) che significa letteralmente "tracotanza", "eccesso", "superbia", “orgoglio” o "prevaricazione".

## Caratteristiche
Nell'Islam, Iblīs (conosciuto in occidente sotto il nome di "Lucifero" o "Satana") appartiene alla razza dei jinn (dei dèmoni). 
Egli era inizialmente una creatura molto fedele e ubbidiente a Dio, tuttavia divenne ribelle e da Lui maledetto nel momento in cui, dopo la creazione di Adamo, si rifiutò di obbedire ad un Suo ordine; infatti, quando a lui e agli angeli venne ordinato di prosternarsi di fronte ad Adamo (in segno di rispetto della superiorità che Dio gli diede su di loro) lui fu l'unico a ribellarsi e a non prosternarsi. 
La spiegazione di questo comportamento si può trovare in numerosi passaggi del Corano che raccontano questo avvenimento.
Un esempio si può trovare nei versetti 11-18 della sura (capitolo) VII "Al-A'raf" (La barriera) in cui si legge:
11. In verità vi abbiamo creati e plasmati (voi, esseri umani), dopodiché dicemmo agli angeli (tra cui si trovava anche Iblīs): «Prosternatevi ad Adamo». Tutti si prosternarono eccetto Iblīs, che non fu tra i prosternati.
12. Disse [Allah]: «Cosa mai ti impedisce di prosternarti, nonostante il Mio ordine?». 
Rispose: «Sono migliore di lui; hai creato me dal fuoco, mentre creasti lui dall'argilla.
13. «Vattene! - disse Allah - Qui non puoi essere orgoglioso. Via! Sarai tra i reietti»
14. «Concedimi una dilazione - disse [Iblis] - fino al Giorno in cui [gli uomini] saranno resuscitati.»
15. «Ti è concessa la dilazione» rispose Allah.
16. Disse [lui]: «Dal momento che mi hai sviato, tenderò loro agguati sulla Tua Retta via,
17. e li insidierò da davanti e da dietro, da destra e da sinistra, e vedrai che la maggior parte di loro non Ti saranno riconoscenti! ».
18. «Vattene - disse [Allah] - scacciato e coperto di abominio. Riempirò l’Inferno di tutti voi, di te e di coloro che ti avranno seguito.» "
Da questi così come da molti altri versetti del Corano si capisce come il motivo per cui Iblis si oppose all'ordine di Dio fu la propria superbia, la sua personale convinzione di essere migliore di Adamo.
Nella tradizione islamica, quindi, il primo grande malvagio è Iblīs, mentre il perfetto credente è Abramo (nella tradizione islamica Ibrāhīm) che, senza indugiare, fu pronto ad ubbidire all'ordine divino che prevedeva il sacrificio del suo amato figlio Ismaele. Dio fermò Abramo prima dell'atto fatale, soddisfatto della pronta ubbidienza del suo devoto servo. Abramo, per la sua totale sottomissione (islam) al volere divino, è ricordato come perfetto esempio di credente dai musulmani.

## Epiteti
Il nome di Iblis può essere evocato in modo non esplicito facendo uso di epiteti che lo caratterizzano. Tra questi: 
- "il sussurratore" (waswas), sulla base della sura 114, in cui si chiede aiuto a Dio "contro il male del sussurratore furtivo che sussurra nel cuore degli uomini";
- "il lapidato" (rajīm), con allusione alla lapidazione che viene inscenata durante i riti del pellegrinaggio.

## Iblis nella cultura di massa
Nell'universo di Sonic è presente un personaggio chiamato Iblis, basato appunto sul diavolo della religione islamica. È l'antagonista secondario di Sonic the Hedgehog, mentre l'antagonista principale è Mephiles the Dark, il suo "gemello", o meglio un essere che in precedenza era la stessa creatura di cui faceva parte Iblis, ma che successivamente si è diviso dal "gemello", appunto Iblis. Iblis ha alcune cose in comune con Ifrit, un altro personaggio di Sonic, antagonista principale di Sonic Rivals 2, che però è basato sulla figura dell'ʿIfrīt della tradizione islamica.